# Dinastía Qin
La dinastía Qin (en chino, 秦朝; pinyin, Qíncháo; Wade-Giles, Ch'in ch'ao; chino antiguo:  *d͡zin traw) fue la primera dinastía imperial de China, desde el año 221 a. C. hasta el 206 a. C. El nombre Qín, que tiene una pronunciación similar en español a «chin», es uno de los posibles orígenes de la palabra China, aunque esto continúa siendo objeto de debate.
A diferencia de otras dinastías, Qin fue una de muy corta duración, de solo quince años. El imperio nació de las conquistas del Estado Qin, que destruyó a la antigua dinastía Zhou y venció en su lucha contra el resto de Reinos combatientes. La unificación de China bajo Qin Shi Huang, el primer Emperador, marcó los comienzos de la China imperial, periodo que duró (con ciertas interrupciones) hasta la caída de la dinastía Qing en 1912.
El rey de Qin, Ying Zheng, se autoproclamó como «Primer Emperador» (始皇帝), una fórmula de títulos reservada anteriormente para las deidades y gobernantes mitológicos de China. Es conocido por los historiadores como Qin Shi Huang (秦始皇, «Primer Emperador de Qin»). Su deseo era que sus sucesores gobernaran con los títulos de «Segundo Emperador», «Tercer Emperador», etc. Sin embargo, su imperio se desmoronó rápidamente tras su muerte. Pero, a pesar de esto, la dinastía Qin dejó como legado un estado centralizado y burocrático que sería continuado por las dinastías sucesivas.

## Historia

### Orígenes y desarrollo
Los orígenes de la dinastía se remontan a la segunda mitad del siglo IX a. C., durante la dinastía Zhou Occidental. Según la tradición china, el Estado Qin fue creado en el año 897 a. C. por el Rey Xiao de Zhou, quien le entregó su soberanía al noble Feizi. Dicho territorio (ubicado en el actual Tianshu), nació como una pequeña dependencia encargada de la cría y reproducción de caballos. Sin embargo, este fue lentamente expandiéndose a través de los siglos. En el año 672 a. C. lanzó su primera expedición militar al centro de China, aunque no fue hasta el siglo IV a. C. —con todas las tribus vecinas conquistadas— que el escenario estuvo listo para el inicio del expansionismo Qin.

### Poderío

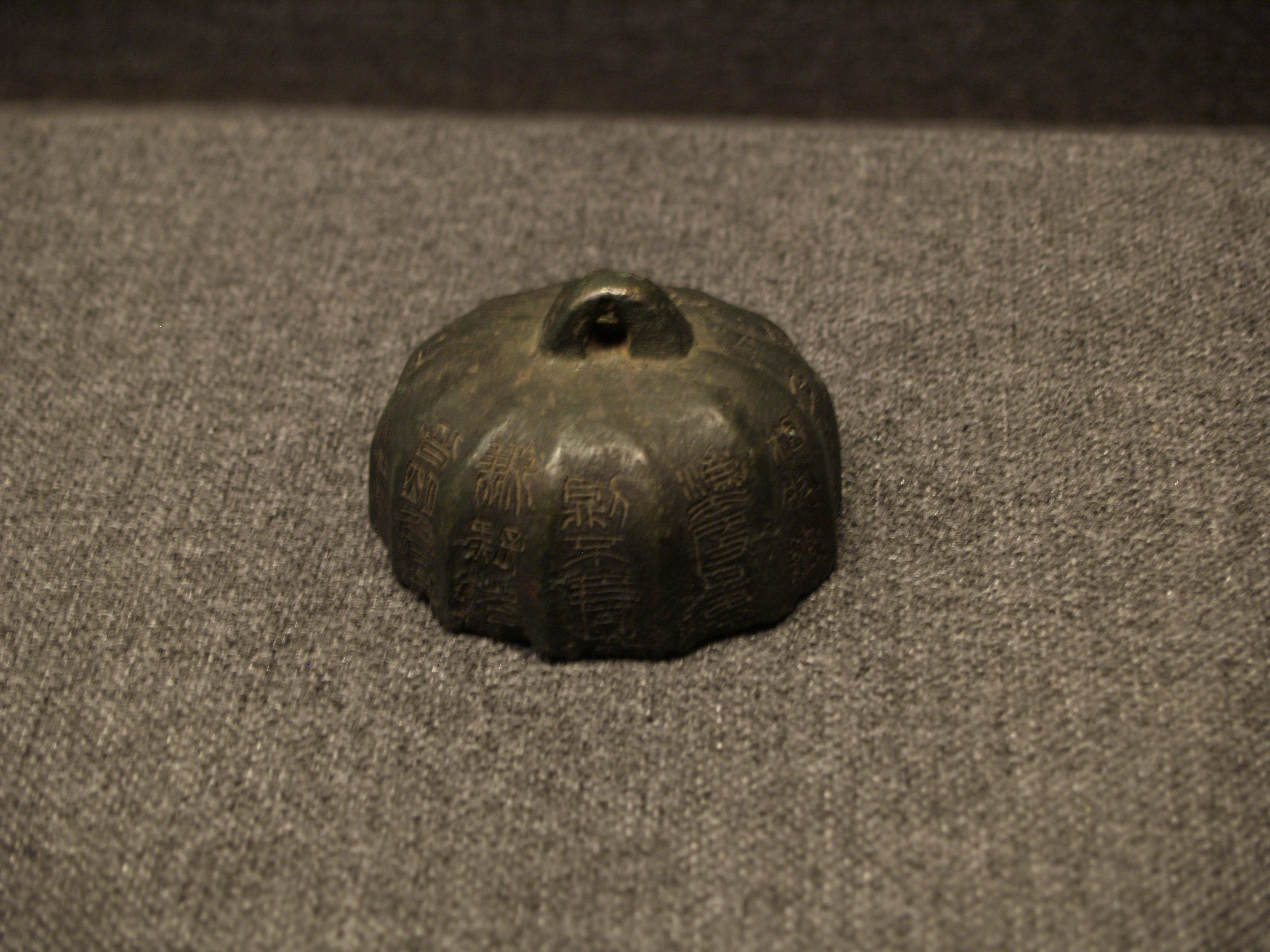
Pesa de la dinastía Qin en la cual está registrado un estándar de peso. Museo del rey de Nanyue.

Shang Yang, un burócrata de Qin en el Periodo de los Reinos Combatientes, abogó por la filosofía del legalismo, el cual favoreció la introducción de una serie de reformas militarmente ventajosas desde el año 361 a. C.  hasta su muerte en el 338 a. C. Yang también ayudó a construir la nueva capital de Qin, Xianyang. El legalismo influyó notablemente en el método de hacer la guerra por parte de Qin, volviéndose práctico y despiadado. Durante el Período de las Primaveras y los Otoños, la filosofía prevaleciente dictaba que la guerra era la actividad de un caballero y por lo tanto debía realizarse como tal; los comandantes militares fueron instruidos para respetar lo que ellos percibían como las leyes del Cielo en la batalla. 

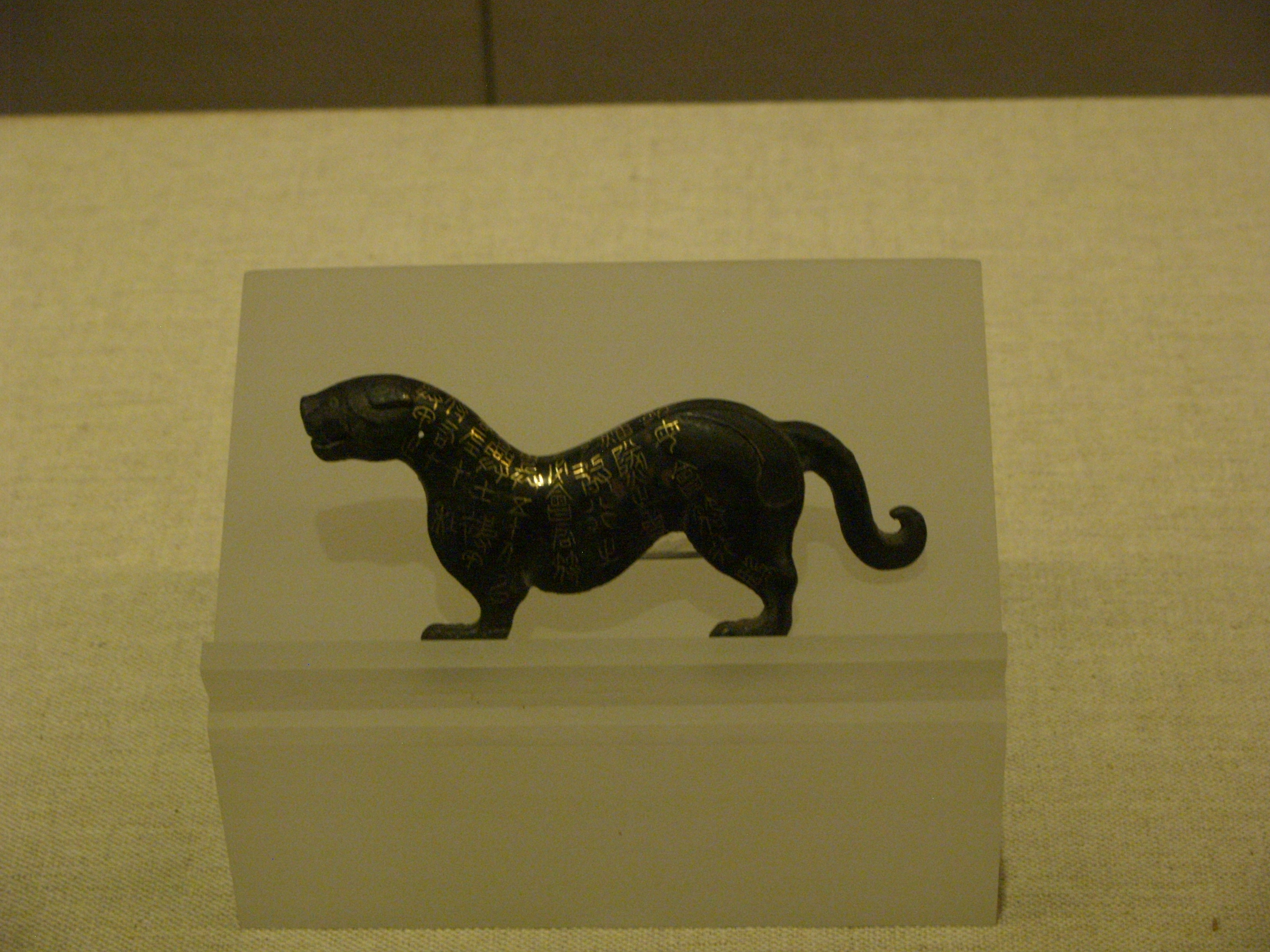
Escultura en bronce de un tigre del período de los Qin, museo de historia de Shaanxi.

El Estado de Qin hizo caso omiso a esta tradición militar, aprovechando las debilidades de sus enemigos. Fue el pensamiento legalista sumado a un fuerte liderazgo por parte de los gobernantes, el empleo de hombres talentosos de otros estados, y la poca oposición interna el que dio a los Qin una fuerte base geopolítica. También tenían la ventaja de tener un enorme y eficiente ejército liderado por generales capaces. Utilizaron los últimos desarrollos en armamento y transporte que hicieron frente a los armamentos desactualizados de sus enemigos. Estos últimos desarrollos permitieron una mayor movilidad en varios tipos de terreno que sirvieron para contrarrestar la diversidad de relieve de las regiones de China. De este modo, tanto ideológicamente como en la práctica, los Qin eran superiores militarmente al resto de Estados chinos. Por último, el reino de Qin tenía una ventaja geográfica debido a su fertilidad y su posición estratégica, protegida por varias cadenas montañosas que proporcionaban al estado una defensa natural. La expansión de la producción ayudaba a sostener al gran ejército de Qin.

### Conquista de los Reinos Combatientes

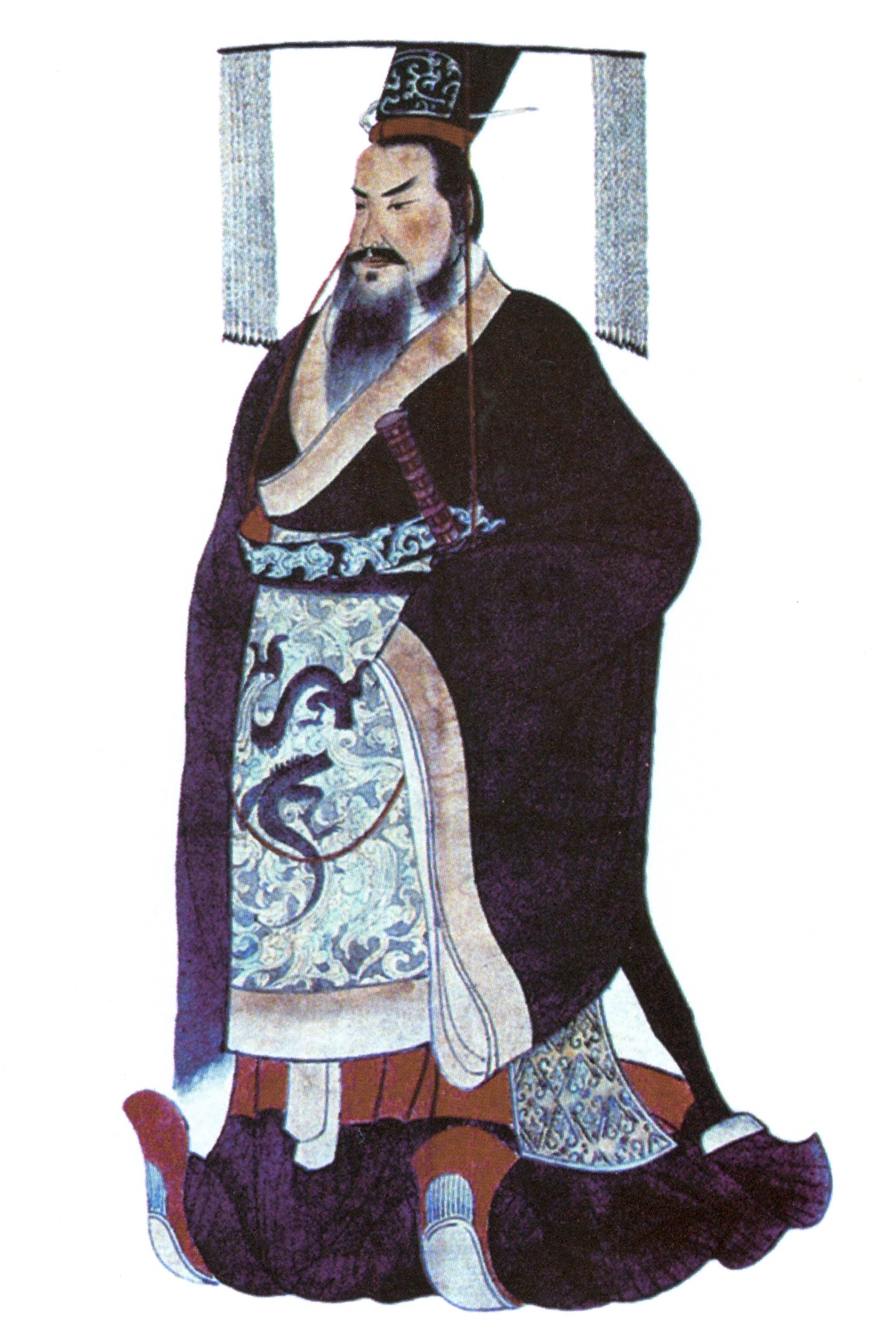
Qin Shi Huang como emperador.

Durante el período de los Reinos Combatientes anterior a la dinastía Qin, los principales estados que competían por la supremacía regional eran Yan, Zhao, Qi, Chu, Han, Wei y Qin. Los gobernantes de estos estados se autoproclamaban a sí mismos como reyes, en lugar de utilizar los títulos de baja nobleza que habían poseído con anterioridad. Sin embargo, ninguno reclamó el trono de los gobernantes Zhou como una entidad unificada ni el «Mandato del Cielo» y por lo tanto no poseían el derecho de ofrecer los sacrificios sagrados que los gobernantes Zhou realizaban.
Antes de su conquista en el siglo IV y siglo III a. C., la dinastía Qin sufrió varios reveses. Shang Yang fue ejecutado en 338 a. C. por el rey Huiwen debido a un rencor personal albergado desde su juventud. También hubo luchas internas por la sucesión de Qin en el 307 a. C., que descentralizó en cierta medida la autoridad Qin. Qin fue derrotado por una alianza de los otros estados en el año 295 a. C., y poco después sufrió otra derrota por el estado de Zhao, debido a que la mayor parte de su ejército se encontraba defendiendo contra Qi. El estadista agresivo Fan Sui (范雎), asumió el cargo de primer ministro apenas se resolvió la crisis sucesoria, comenzó una política expansionista basada en los métodos aplicados por los estados de Jin y Qi, lo que llevó al reino de Qin a recuperarse y a comenzar la conquista definitiva de los reinos vecinos.
Los Qin no se hicieron esperar en su asalto a los otros estados. Primero atacaron a los Han, directamente en el este, y tomaron la ciudad de Xinzheng en el año 230 a. C. Luego arrasaron el norte; el estado de Zhao se rindió en el 228 a. C. y el estado más septentrional de Yan siguió a esta lista de conquistas, cayendo en el 226 a. C.. A continuación, los ejércitos Qin lanzaron ataques al este, y más tarde al sur, así; tomaron la ciudad de Wei en Daliang (actualmente conocida como Kaifeng) en 225 a. C. y obligaron al estado de Chu a rendirse en el año 223 a. C.. Por último, depusieron al resto de la dinastía Zhou en Luoyang y conquistaron al estado de Qi, tomando la ciudad de Linzi en el año 221 a. C.. Cuando las conquistas se completaron en el año 221 a. C., el rey Zheng —que tenía 9 años al asumir el trono de Qin— se convirtió en el gobernante efectivo de toda China. Él consolidó su posición como único gobernante con la abdicación de su primer ministro, Lü Buwei. Luego combinó los títulos de los anteriores Tres Augustos y Cinco Emperadores en su nuevo nombre: Shi Huangdi (始 皇帝) o «Primer Emperador». El emperador recién declarado ordenó que todas las armas que no estuvieran bajo posesión de la dinastía Qin fueran confiscadas y fundidas. El metal resultante fue suficiente para construir doce grandes estatuas ornamentales en la recién declarada capital de la dinastía Qin, Xianyang. Con el objetivo de prever el resurgimiento de los señores feudales, también destruyó los muros y fortificaciones que habían separado previamente a los seis estados. Se ideó un servicio militar nacional: todo varón entre las edades de diecisiete y sesenta años era forzado a servir un año en el ejército.

### Expansión hacia el sur
En 214 a. C., Qin Shi Huang aseguró sus fronteras al norte con una fracción (cien mil hombres) de su gran ejército, y envió a la mayoría (quinientos mil hombres) de su ejército al sur para conquistar el territorio de las tribus del sur. Antes de los acontecimientos que condujeron al dominio Qin sobre China, ellos habían ganado la posesión de gran parte de Sichuan, al suroeste. El ejército Qin no estaba familiarizado con el terreno de la selva, y fue derrotado por tácticas de guerra de guerrillas de las tribus sureñas, resultando en la muerte de más de cien mil hombres. A pesar de la derrota, Qin tuvo éxito en la construcción de un canal en el sur, que se utilizó en gran medida para el suministro y replegamiento de sus tropas durante su segundo ataque al sur. Sobre la base de estos logros, los ejércitos Qin conquistaron las tierras costeras que rodean Guangzhou,  y se conquistó las provincias de Fuzhou y Guilin. La influencia Qin llegó tan al sur como Hanói. Después de estas victorias en el sur, Qin Shihuang movió más de cien mil presos y exiliados a colonizar las zonas recién conquistadas. En cuanto a la ampliación de las fronteras de su imperio, el Primer Emperador tuvo un gran éxito en la consolidación de sus conquistas en el sur.

### Las campañas contra los Xiongnu
A pesar de que el Imperio Qin logró expandirse hacia el norte rara vez lograba mantener los territorios conquistados por mucho tiempo. Las tribus de estos lugares, colectivamente llamadas Hu por Qin, estuvieron libres de la dominación china durante la mayor parte de la dinastía. Ante la negativa de negociar con los campesinos de la dinastía Qin, la tribu de los Xiongnu, que habitaba la región de Ordos en el noroeste de China, a menudo los asaltaban y producían grandes saqueos, lo que provocó las represalias de Qin. Después de una campaña militar dirigida por el general Meng Tian, la región fue conquistada en 215 a. C.. y la agricultura se estableció; los campesinos, sin embargo, estaban descontentos con los altos impuestos y más tarde se rebelaron. El sucesor de Qin, la dinastía Han también tuvo éxito en expandirse hacia la región de Ordos, debido a la sobrepoblación, pero terminó agotando sus recursos en el proceso. Owen Lattimore hablaba acerca de los intentos de ambas dinastías por conquistar y consolidar su dominio en la región de Ordos, «La conquista y expansión eran ilusorias. No había ningún tipo de éxito que no creará su propia reacción». De hecho, este fue el caso de las fronteras de la dinastía en múltiples direcciones; los actuales Xinjiang, Tíbet, Manchuria, Mongolia Interior, y las regiones al sudeste eran ajenas a los Qin, e incluso en las zonas sobre las que tenían control militar eran culturalmente distintas.

### Decadencia

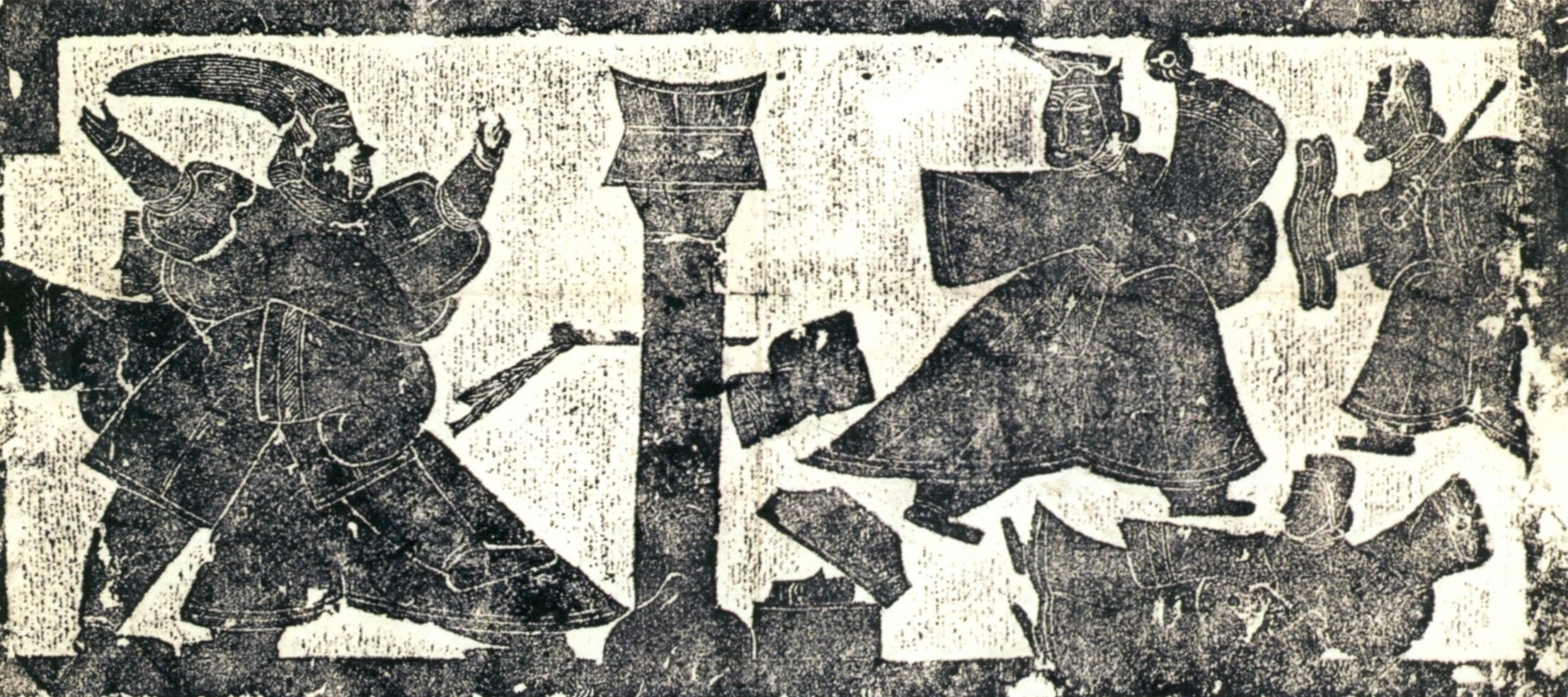
Un relieve tallado en piedra de la dinastía Han que representa el intento de asesinato de Jin Ke a Qin Shi Huang; Jin Ke (izquierda) es detenido por uno de los médicos de Qin Shi Huang (izquierda, fondo). La daga usada en el intento de asesinato se ve atrapada en un pilar. Qin Shi Huang (derecha) es visto sosteniendo un disco imperial de jade. Uno de sus soldados (a la derecha) se apresura a salvar a su emperador.

El engrandecimiento de Qin fue apoyado por las frecuentes expediciones militares que avanzaban por las fronteras del norte y del sur. Para repeler la intrusión de los pueblos nómadas, las murallas de las fortificaciones construidas por los Reinos Combatientes se unieron para convertirlas en una sola; esto fue el primer precursor de la Gran Muralla China de 5000 km de largo construida posteriormente durante la dinastía Ming. Varios proyectos de obras públicas, incluyendo canales y puentes, se emprendieron para consolidar y reforzar el mandato imperial. Una extravagante tumba para el emperador, completada con los guerreros de terracota, se construyó cerca de la capital Xiangyang, una ciudad a media hora de la moderna Xi'an. Estas actividades requerían de enormes desplazamientos de mano de obra y recursos, por no mencionar las medidas represivas necesarias. El trabajo sin fin en los últimos años del reinado de Qin Shi Huang comenzó a provocar un descontento extendido. Sin embargo, el emperador fue capaz de mantener la estabilidad gracias a su firme control en cada aspecto de vida de los chinos. 
Tres intentos fallidos de asesinato contra Qin Shihuang lo llevaron a obsesionarse con la inmortalidad. Durante su reinado, Qin Shi Huang hizo cinco viajes con la esperanza de encontrar el elixir de la vida. En el año 210 a. C., durante su último viaje a los confines orientales de su imperio, Qin Shi Huang murió repentinamente en la prefectura de Shaqiu. Había sido acompañado por su segundo hijo, Huhai (胡亥). Siguiendo el consejo de dos altos oficiales —el secretario imperial Li Si (李斯) y el jefe eunuco Zhao Ghao (趙高)— falsificó el testamento del emperador. El falso decreto ordenaba que el primer hijo de Qin Shi Huang, el heredero Fusu (扶蘇), se suicidara, nombrando en su lugar a Huhai como nuevo emperador. El decreto también arrebataba la dirección de las tropas del militar Meng Tian (蒙恬), un fiel partidario de Fusu, y sentenciaba a la familia de Meng a muerte. Paso a paso, Zhao Ghao se apoderó del poder, haciendo de Huhai, en efecto, en un emperador títere.
A los tres años de la muerte de Qin Shi Huang, las extendidas revueltas de los campesinos, presos, soldados y descendientes de los nobles de los siete Reinos Combatientes surgieron por toda China. Cheng Sheng (陳勝) y Wu Guang (吳廣), dos de un grupo de novecientos soldados asignados para la defensa contra los Xiongnu, se convirtieron en los líderes de la primera revolución de plebeyos.
A comienzos de octubre del 207 a. C., Zhao Ghao obligó a Huhai a suicidarse y le reemplazó con el hijo de Fusu, Ziying (吳廣). Hay que hacer notar que el título de Ziying era «rey de Qin» para reflejar el hecho de que Qin ya no controlaba China. La contienda Chu-Han fue la consecuencia de aquello. Ziying mató a Zhao Ghao y se rindió a Liu Bang en noviembre o diciembre del 207 a. C. Liu Bang le perdonó la vida y decidió no saquear Xianyang, pero su superior Xiang Yu tenía otros planes. A inicios del 206 a. C., Xiang Yu asesinó a Ziying y destruyó la capital de Qin, saqueando los palacios y destruyendo una importante cantidad de material literario que se perdió para siempre. Este evento suele ser considerado como el final de la dinastía Qin, cuyo reino desapareció tras casi setecientos años de existencia. Liu Bang traicionaría y derrotaría Xiang Yu, declarándose como nuevo emperador y fundando la dinastía Han el 28 de febrero del 202 a. C. Aunque la dinastía Qin fue de corta vida, su gobierno legalista tuvo un profundo impacto en las posteriores dinastías chinas. El sistema imperial que se inició durante la dinastía Qin creó un esquema que se desarrolló durante los siguientes dos milenios.

## Las tropas

### Organización de las tropas y armamento

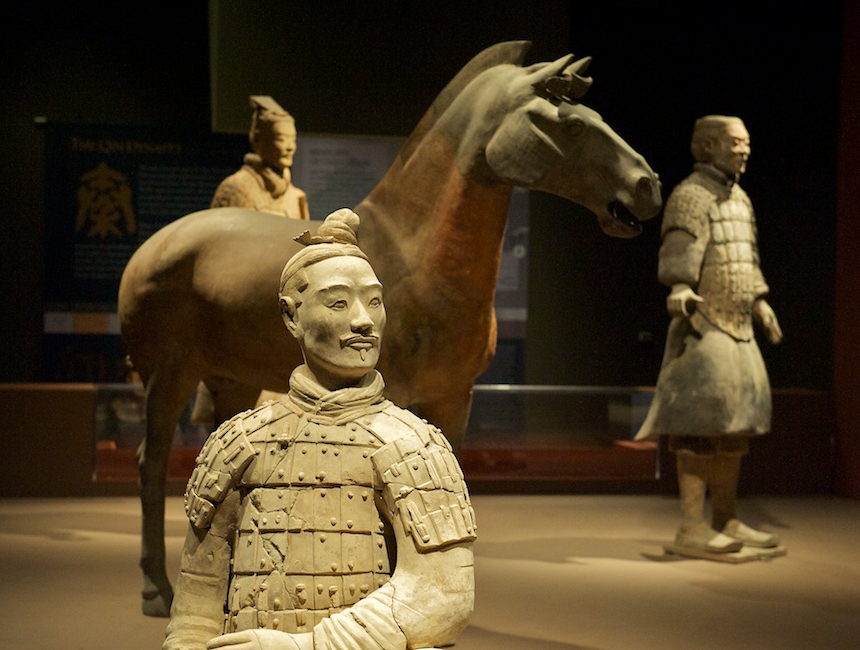
Guerreros del ejército de terracota, Museo Bowers en Santa Ana, California.

El ejército que permitió efectivamente la unificación de China utilizaba la tecnología más avanzada del momento. Las diferentes divisiones se encuentran notablemente representados en el mausoleo del primer emperador. La infantería constituía la gran mayoría de las tropas y probablemente la componían cientos de miles de personas. Su descenso fue imparable bajo la era de los estados combatientes donde los carros de guerra ya no eran decisivos y la caballería se había desarrollado recientemente en las regiones del norte de China que estaban en contacto con los pueblos de los jinetes de la estepa, sin embargo esta no jugaba un papel todavía mayor El armamento era muy variado, fabricado en hierro o bronce. El arma de uso común era la lanza (pi) con una hoja de bronce de unos 35 cm, junto con la alabarda (ge) que era muy común en los tiempos antiguos junto con las lanzas de mayor mayores (Mao), también los soldados estaban equipados con dagas (bishou), cuchillos (dao) o una especie de espada corta (el «gancho Wu», Wu gu), pero la espada se empleaba cada vez más en el siglo III a. C. con la mejora de los procesos de fabricación que se utilizaban para alargar los metales (hasta 80 centímetros). El arma más devastadora era la ballesta (nu) cuyas flechas punzantes podían alcanzar objetivos a más de trescientos metros. Para protegerse, los soldados habían fabricado corazas de plaquetas enredadas, que eran más robustas y sofisticadas para los oficiales de alto rango.
La eficacia del ejército Qin se explica probablemente por la organización militarizada del Estado, porque en términos de tecnología militar en realidad no se diferenciaba mucho con las tropas de los reinos que conquistó. El sistema legista basaba el poder económico y militar en el sector agrario, o sea los campesinos Qin, tanto a los productores de la riqueza como a los proveedores de los soldados. El legalismo incluso vio a la guerra como uno de los fines del Estado, según el libro del Príncipe Shang, que ayudaba a enfocar las fortalezas y talentos de todo el reino permitiendo que las riquezas y energías de la naturaleza se consumieran inmediatamente, lo que impedía que se acumularan en las manos de las personas interesadas que podrían beneficiarse antes que el Estado. Hacía hincapié en el mantenimiento de un estado de permanente guerra.
Las personas que se organizaban en pequeñas unidades locales de solidaridad constituían la base de la conscripción militar. El mal comportamiento en combate de un miembro de la clase podía tener consecuencias para todos los miembros de la misma y, por el contrario, sus éxitos militares podían beneficiarlos a todos (los soldados eran recompensados según el número de cabezas enemigas). Esta solidaridad, añadido a los lazos de sangre que unen a menudo los soldados de la misma localidad, fortalece la cohesión de las tropas. Se movilizaban Los hombres de 17 a 60 años; debían hacer un servicio militar regular y podían ser movilizados nuevamente con cada nueva campaña militar. Las estructuras militares de los Reinos Combatientes se pueden apreciar en el famoso libro El arte de la guerra de Sun Zi: la planificación de campañas, la organización de las tropas y la logística, los elementos clave de la victoria; los soldados debían ser de calidad, para así poder ejecutar las órdenes para el éxito de su general viendo en él una figura paterna.

### La Gran Muralla
El sistema de murallas defensivas creado por el primer emperador, la «Gran Muralla», también ha contribuido en gran medida a su leyenda. Esto no es una innovación, ya que los anteriores Estados Combatientes ya habían construido esos muros para protegerse de los otros reinos y los pueblos nómadas del norte. Qin Shi Huang hizo desmantelar las murallas internas, pero conservó, aumentó y reforzó las que custodiaban la frontera norte de su imperio. La realización de este gran proyecto se confió al general Meng Tian después de las campañas contra los Xiongnu en 215 a. C. a 214 a. C. que demostraron la amenaza que se cernía sobre el imperio. La tradición ha conservado la magnitud de la obra que habría movilizado a más de trescientos mil hombres que trabajan en condiciones a menudo deplorables. Durante la construcción del muro, se aprovechó la topografía a lo largo de su recorrido, sobre la base de los acantilados, con materiales disponibles localmente. Torres cuadradas y refugios se colocaban en intervalos regulares, en los puntos estratégicos se proporcionaban guarniciones más grandes. Parte de la muralla sigue estando en pie porque sus muros fueron afectados por las restauraciones de las dinastías posteriores.

## Cultura y sociedad
A través de sus aspectos sociales, económicos e intelectuales, la efímera dinastía Qin no presentó gran originalidad en relación con el ya finalizado período de los Reinos Combatientes. Era una sociedad cuya riqueza se basaba en la producción agrícola sostenida por un gran campesinado, sin embargo en el plano urbano, con la artesanía y el comercio, empezó a ocupar un rol cada vez más importante. El dinamismo de la vida intelectual y religiosa tiene su origen en las múltiples corrientes filosóficas que se desarrollaron en su momento. La especificidad de este período cae principalmente en la voluntad del Estado de Qin para controlar mejor la sociedad y el pensamiento. Sus éxitos fueron olvidados y tuvieron la desgracia de no perdurar en el tiempo como los respaldados por los Han.

### Aspectos sociales

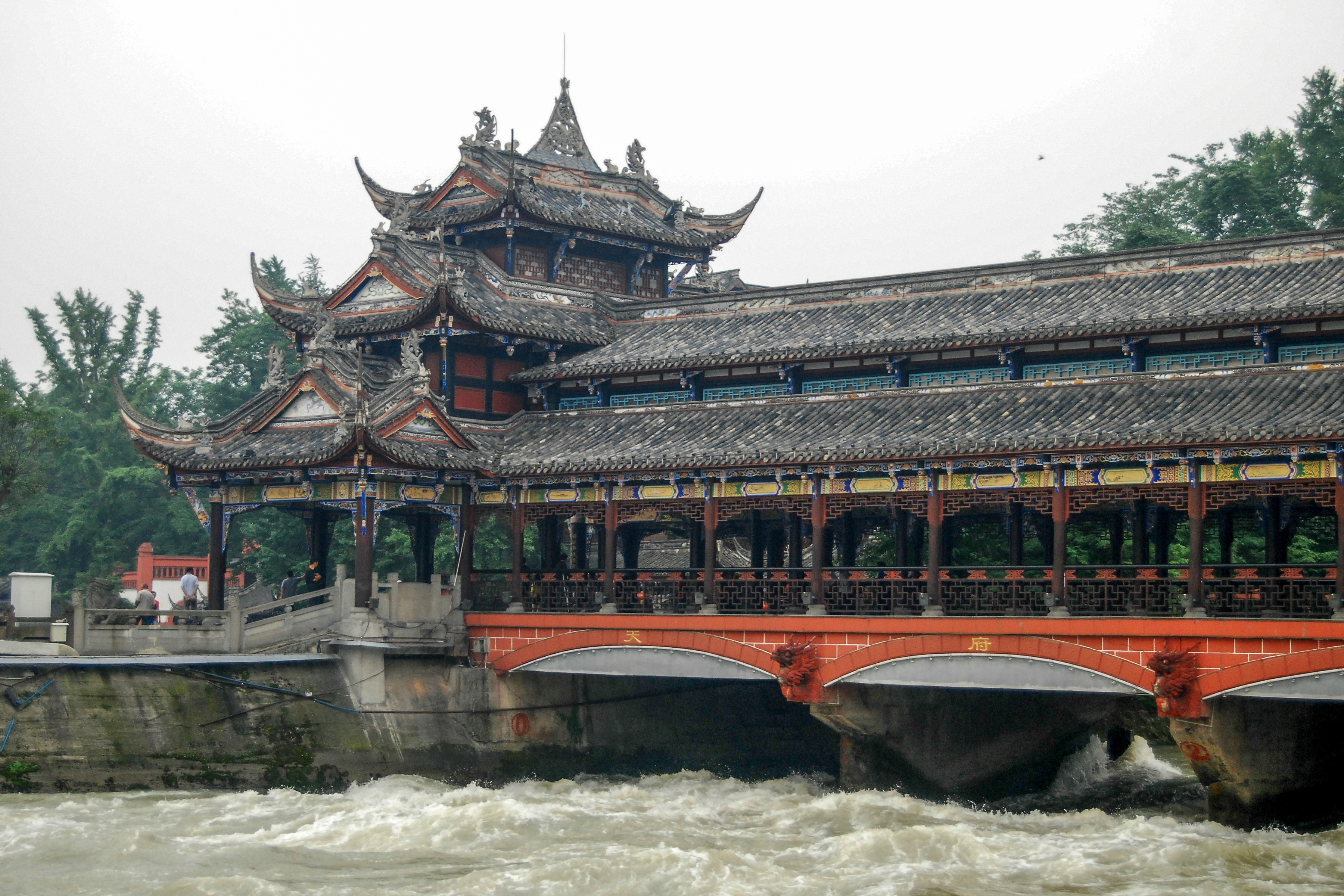
Dujiangyan, es un proyecto de riego completado en 256 a. C. durante el período de los Reinos Combatientes de China por el Estado de Qin. Se encuentra en el río Min (chino: 岷江, pinyin: Mínjiāng) en Sichuan, China, cerca de la capital Chengdu. A pesar de que un hormigón reforzado ha reemplazado las cestas de bambú originales de Li Bing, la disposición de la infraestructura sigue siendo la misma y todavía se usa hoy para regar más de 5300 kilómetros cuadrados de tierra en la región.

La aristocracia de los Qin eran muy similares en su cultura y vida cotidiana. Las variaciones regionales en la cultura se considera un símbolo de las clases bajas. Esto se deriva de los Zhou y fue aprovechado por los Qin, ya que tales variaciones se consideraban contrarias a la unificación que el gobierno se esforzó por lograr.
En su enfoque legista y militarista, los Qin establecieron en la época de Shang Yang una sociedad jerárquica de veinte rangos de abajo hacia arriba. En ese sistema se podía ascender socialmente por medio de méritos en la guerra o en la administración pública; por el contrario, uno podía ser despojado de su rango por mal comportamiento. Esta organización estaba destinada a sustituir a la antigua estratificación social que se basaba completamente en jerarquías hereditarias, que garantizaba el acceso de linajes aristocráticos en la administración pública. 
La autoridad imperial hizo hincapié en la consolidación de las familias nucleares (de cuatro a seis individuos en general), a expensas de las estructuras más complejas con el fin de fomentar el traslado de personas hacia las regiones más remotas del imperio. Dentro de la familia, la autoridad doméstica sobre los integrantes de la familia la tiene indiscutidamente el padre cuyas normas eran acatadas por sus hijos, los cuales le debían gran respeto, incluso en la edad adulta. La piedad filial es un principio cuyo cumplimiento no resultaba peligroso para el nuevo régimen. Según la concepción de la época, el linaje familiar se perpetuaba exclusivamente en los hombres, mientras que las mujeres se dedicaban a vivir la totalidad de su vida dentro núcleo familiar paterno o en el marital sin potestad alguna. La lealtad de las mujeres hacia la familia de su marido era un deber y si no se cumplía era socialmente condenable, como en una inscripción de Qin Shi Huang, que proclamaba que si una viuda se volvía a casar automáticamente cometía adulterio contra su difunto marido.

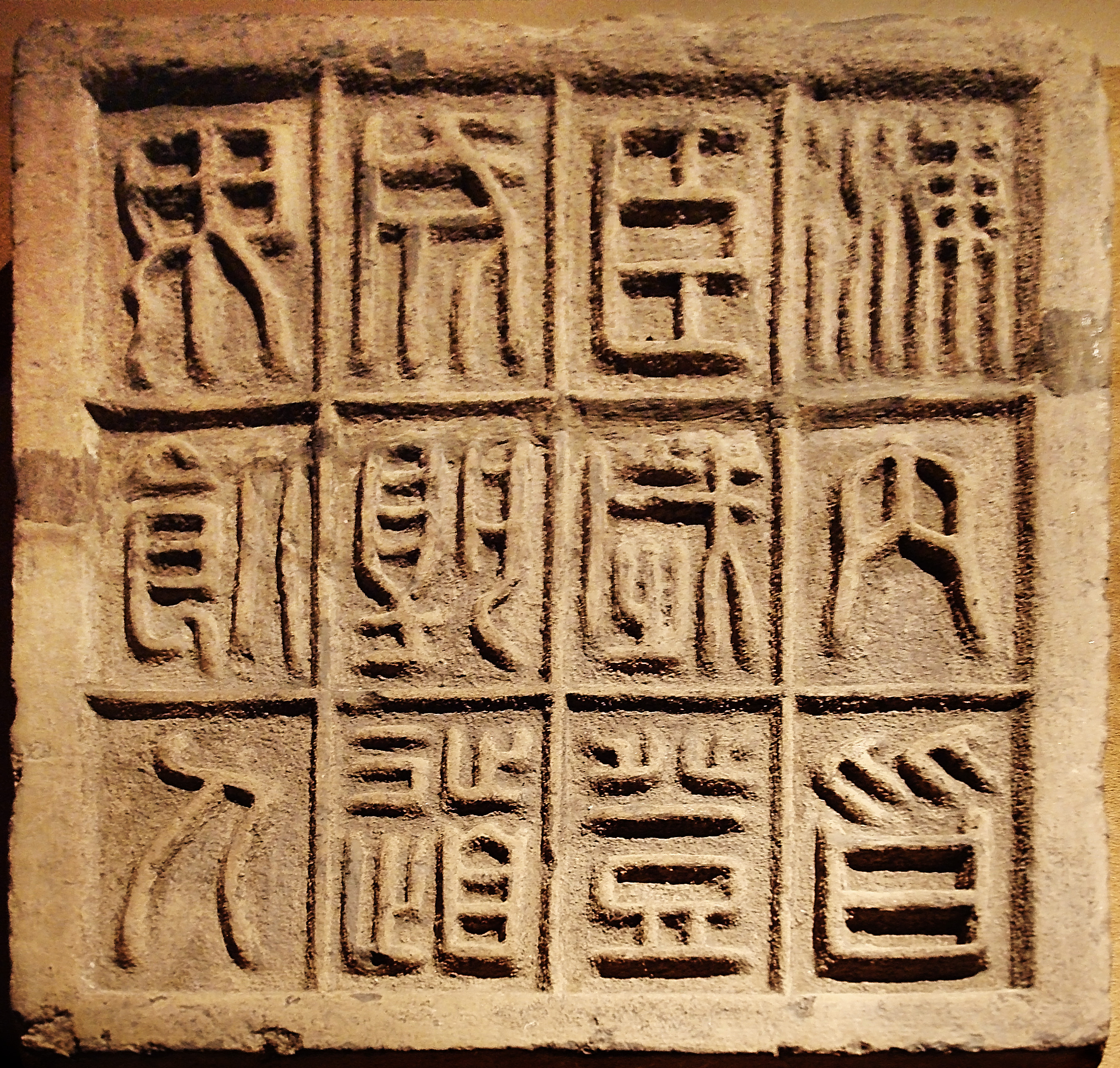
Los 12 caracteres de esta losa de piedra afirman que es un momento auspicioso para que el Primer Emperador ascienda al trono, ya que el país está unido y ningún hombre morirá a lo largo del trayecto. Las pequeñas escrituras del sello fueron estandardizadas por el primer emperador de China después de que él ganara el control del país, y evolucionó de las escrituras más complejas en los sellos de las dinastías anteriores. El texto en él es «海内皆臣, 歲登成熟, 道 毋飢 人».

Los plebeyos y los pobladores rurales, que constituían más del 90 % de la población, muy rara vez dejaban los pueblos o caseríos donde nacían. El período de la dinastía Qin se encuentra en una larga fase de crecimiento de la producción agrícola, en parte debido a los avances tecnológicos (como el aumento del uso de herramientas de hierro y los avances en las técnicas de fertilización). Esto captó el interés de los gobernantes que veían a la agricultura como una enorme fuente de riquezas para el estado. El campesinado representaba la mayor parte de los ingresos provenientes de los dos impuestos principales, que tomaban una parte de la cosecha (1/15 a principios de la era Han) y por la cantidad de hombres adultos hombres adultos (los niños pagaban solo la mitad del impuesto), que incluía también tareas en nombre del Estado (una vez por mes). 
La otra razón del interés de los gobernantes por los campesinos radica en el hecho de que proporcionaban la mayor parte de las tropas, lo que explica la organización de las unidades del ejército sobre la base de la solidaridad para el reclutamiento militar como un procedimiento bien visto. Varios documentos legales y administrativos desenterrados en las tumbas como las que se encontraban en Shuihudi resaltaron ciertos aspectos de la vida del pueblo y de su organización. El trabajo agrícola era supervisado por funcionarios locales, como el jefe de la aldea (likui), que en caso de buenas cosechas y un buen desarrollo ganadero, recibía premios (en bienes o en exenciones serviciales al Estado). En caso contrario era castigado con azotes o servicios extra.
Las formas comunes de empleo difieren según la región, aunque la agricultura era casi universalmente común. Las profesiones eran de carácter hereditario; el empleo de un padre se pasaba su hijo mayor después de que este moría. El Lüshi Chunqiu dio ejemplos de cómo los plebeyos en lugar de seguir el idealismo de un hombre que «hace que las cosas sirvan», fueron «reducidos al servicio de las cosas» al obsesionarse con la riqueza material.
Campesinos rara vez figuraban en la literatura durante la dinastía Qin y después; académicos y otros de estatus mayor preferían la emoción de las ciudades y el atractivo de la política. Una notable excepción a esto fue Shen Nong, el llamado «Padre Divino», que enseña que los hogares deben cultivar sus propios alimentos. «Si en un primer lugar el deja de arar, alguien en el mundo padecerá hambre. Si en un primer lugar ella deja de tejer, alguien en el mundo va a padecer el frío». Los Qin promocionaban esto; un ritual se llevó a cabo una vez cada pocos años que consistía en funcionarios importantes del gobierno, que por turnos utilizaba el arado en un campo especial, para demostrar el interés del gobierno por la actividad agrícola.
La arquitectura de la época de los reinos combatientes tenía varios aspectos característicos. Las murallas alrededor de las crecientes ciudades, que se utilizaban principalmente para la defensa, se hicieron más largas, y se construyeron varias paredes secundarias para separar los diferentes distritos. Se enfatizó la versatilidad en estructuras federales, para crear un sentido de autoridad y poder absoluto. Los elementos arquitectónicos tales como torres defensivas imponentes, puertas de rejas, terrazas y edificios de gran envergadura ampliamente transmitieron esto.

### Gobierno y fuerza militar
En el proceso de consolidación de su poder, Qin Shi Huang impuso el sistema burocrático no hereditario y centralizado del estado de Qin sobre su nuevo imperio en lugar del sistema feudal de la anterior dinastía Zhou. El imperio de Qin se apoyaba en la filosofía del legalismo (con hábiles consejeros como Han Fei o Li Si). La centralización, obtenida a través de métodos despiadados, se enfocaba en estandarizar los códigos legales y los procedimientos burocráticos, la moneda, el sistema de escritura y los patrones de pensamiento y estudios. Los caracteres utilizados en el antiguo estado de Qin se convirtieron en el estándar para todo el imperio. La longitud del eje de las ruedas de los carros también se unificó y las vías para vehículos (馳道) se estandarizaron para facilitar el transporte a lo largo del país. Para silenciar las críticas contra el mandato imperial, el emperador expulsó o condenó a muerte a muchos estudiosos confucianos que disentían, y confiscó y quemó sus libros (焚書坑儒). 
Bajo este sistema, tanto los militares y el gobierno prosperaron, como individuos talentosos podrían identificarse más fácilmente en la sociedad transformada. Las dinastías chinas posteriores emularon el gobierno Qin por su eficiencia, a pesar de ser condenados por la filosofía confuciana. Hubo casos de abuso por parte de las fuerzas militares, algunos fueron inmortalizados en los «registros de los oficiales». Un comandante llamado Hu ordenó a sus hombres atacar a los campesinos en un intento de aumentar el número de «bandidos» que había matado; sus superiores, probablemente con ganas de inflar sus registros lo permitieron.

### Los letrados

#### Formas de escritura
Durante el Período de los Estados Combatientes, la escritura china tenía muchas variaciones regionales, parecidas una de la otra, ya que todos los estados eran herederos de la Derrocada dinastía Zhou. Las categorías tradicionales de la caligrafía china se determinaron después de la época Han, pero pueden ser atribuidas desde la época del imperio Qin. Esto tiene dos variantes principales cuyos antecedentes ya aparecen en los textos anteriores a la unificación: una para los documentos de la vida cotidiana, dibujados con un pincel sobre materiales de madera o bambú y programados para escribir más rápidamente el cual se iba a llamar posteriormente «de escribas» (Lishu); el otro llamado «silabario» (zhuanshu), de los cuales hay dos formas, el gran silabario (Dazhuan) y el pequeño silabario (Xiaozhuan), que tienen una función más formal y se utilizan para la escritura de las entradas oficiales, y a las más arcaicas. La tradición atribuye el desarrollo del primer tipo formal de escritura a Cheng Miao, un erudito que fue encarcelado por decisión del emperador. 
Esto está en contraste con una iniciativa formal que el primer ministro Li Si puso en práctica que consistía en una política de normalización y unificación del sistema de escritura de carácter único que daría paso al pequeño silabario. Esta escritura cuyo propósito era incrementar la centralización imperial, eliminó diferentes variantes regionales, que se vio facilitada por el hecho de que no eran muy diferentes. Desaparecieron muchos caracteres considerados obsoletos o redundantes, algunos se simplificaron y regularizaron al uso corriente. Pero la reforma no pudo normalizar completamente los caracteres. Su uso se extendió rápidamente entre los funcionarios imperiales que se pusieron al corriente con los documentos oficiales, y probablemente se encargaron de la formación de todos los escribas. Por otra parte, el estilo caligráfico que se conoce actualmente como el más importante se considera un triunfo de la dinastía Han (el registro actual y oficial) y a partir de la continua evolución emergería siglos después el sistema de escritura actual (kaishu).

#### El control y la represión de los literatos
El gobierno de Qin llevó a la unificación de la política china de las corrientes intolerantes de pensamiento que se oponían al legalismo y en primer lugar al confucianismo. El desarrollo intelectual en los Reinos Combatientes dio a los pensadores influencia política significativa. Las ideas que se desarrollan por lo general tenían un propósito político y no dudaban en criticar al gobierno, si lo consideraban necesario. Después de la victoria de Qin sobre el resto de China, aparece una ola de persecuciones con el lema «quemar libros y ejecutar los literatos» (Fenshu kengru). De acuerdo con los informes de Sima Qian, la purga se inició en 213 a. C. en un banquete de la corte imperial junto a varios estudiosos. Un confuciano habló para desafiar la política centralizadora del emperador; su crítica se centra en el hecho de que no le da importancia a los miembros de su familia cercana, a diferencia de lo que lo hicieron los antiguos reyes Zhou, idealizada por los confucianos. Li Si responde entonces mediante el desarrollo de una teoría que justifica el rechazo de los modelos anteriores. Por eso para hacer un barrido limpio de las viejas ideologías, ordena la quema de libros (Fenshu) de las diferentes corrientes de pensamiento que se oponían legalismo y podrían mantener viva la memoria de las antiguas dinastías tales como el libro de los documentos y el libro de las odas que afirmaban la tradición Zhou. A la gente que leía en público se le castiga con la muerte. Sólo los textos para su aplicación práctica se mantienen, los relativos a la agricultura, la adivinación o la medicina. La importancia de la destrucción de libros tiene un carácter simbólico y bastante discriminada fue la selección de material: muchos sobrevivieron a estas medidas y es posible que otros eventos - la quema de la biblioteca imperial después de la caída de la dinastía- hayan contribuido a la desaparición de material valioso. La ejecución de los estudiosos (kengru) ocurrió en el año 212 a. C., cuando el emperador ordenó la matanza de 460 estudiosos sospechosos de criticar su crueldad y exceso. En general se acepta que fueron enterrados vivos (que es uno de los significados de Keng y un castigo común en la antigua China), pero puede ser sólo una deducción de forma retrospectiva informada por Sima Qian o añadida en su libro después de su muerte, para unirse al registro de crueldades del primer emperador. De todos modos, se conserva al menos el hecho como parte de la política de estado de Li Si, a raíz de los pensamientos de Han Fei, una gran figura del legalismo que trató de disciplinar al grupo de intelectuales, para integrarlos en la administración estatal y sacar provecho de sus habilidades por el bien del Estado.

##### La coexistencia entre las escuelas de pensamiento
En cualquier caso, estas medidas eran demasiado limitadas para unificar a las muchas corrientes de pensamiento heredadas de los Reinos Combatientes. Tal política demuestra que todas estas corrientes se consideraban lo suficientemente importantes como para ser consideradas una amenaza hacia la autoridad gubernamental, en especial a Li Si .
En la corte imperial se mantuvo una academia de estudiosos de las diferentes regiones del imperio, siendo la continuidad de la Academia Jixia que existía en el antiguo reino de Qi o las compilaciones de Lü Buwei antes de la unificación. El trabajo de estos estudiosos generó el Lushi Chunqiu, libro enciclopédico cuyos vínculos con los deseos unificadores de Qin son evidentes, incluyendo la de unificar pensamientos y convencimiento de la necesidad de un ser soberano era la situación ideal
El propio emperador consultaba eruditos confucianos en sus visitas al Monte Tai en Qi y examinaba los rituales realizados en el lugar. Sus inscripciones monumentales, aunque marcadas por el legalismo, contienen pasajes referentes a la ética confuciana. El escuela cosmológica también era muy popular y tenía el beneplácito del emperador; Estaba interesada particularmente en las transformaciones de los elementos (tierra, metal, madera, fuego y agua), que se inspiró en la simbología de la dinastía Qin (con la adopción del agua como elemento de la dinastía en contraposición al elemento fuego de la dinastía Zhou). Los defensores de las corrientes naturalistas (incluyendo los precursores del taoísmo), la magia y la adivinación fueron muy activos y también interactuaron con el emperador que en realidad no podía ser considerado como un partidario del pensamiento unificador del legalismo a causa de su naturaleza curiosa, influenciada por la adulación.

## Religión
Es posible reconstruir la religión de los tiempos de la dinastía Qin gracias sobre todo a fuentes anteriores, que datan del periodo de los Reinos Combatientes. Los antiguos chinos veneraban una serie de «espíritus» (shen) a los cuales ofrecían sacrificios (animales, productos agrícolas, bebidas, etc.). Los ritos funerarios, particularmente importantes, tienen dos objetivos: garantizar el recorrido y permanencia del muerto en el otro mundo y que este recibieron la bendición del reino de los espíritus. Los rituales religiosos se solían celebrar en los templos y lugares sagrados en los que se levantaban altares de sacrificio. Durante la celebración del Año Nuevo descrito por Han Feizi, la gente de Qin realizaba ritos de purificación (ofrecía agua fresca a amigos y vecinos), sacrificios a los antepasados, espíritus domésticos y otros espíritus durante tres días.
El arte de la adivinación era otra práctica religiosa que se utilizaba para predecir el futuro. Una antigua tradición consiste en pasar huesos o caparazones de tortuga sobre fuego para causar la formación de grietas cuya interpretación podría predecir eventos futuros. Son múltiples las formas de adivinación utilizadas en la antigua China imperial, basada principalmente en la observación de los fenómenos naturales: los cometas, eclipses y sequías eran consideradas presagios del futuro porvenir. La religión «popular» del periodo Qin está documentada en los textos de adivinación exhumados de las tumbas, incluyendo colecciones de presagios y almanaques. Estos detalladamente muestran los días de suerte y mala suerte del año según las actividades de la vida diaria: viajes, rituales de sacrificio, un ensayo, matrimonio, e incluso el aseo de los caballos.
La documentación relativa a la religión del imperio Qin también hace referencia a su primer gobernante. Sima Qian cuenta que Qin Shi Huang ordenó la presencia de especialistas en rituales para reunir los nombres de los cientos de deidades cuyos cultos se celebraban por todo el imperio, con el fin de consolidar su dominio sobre el territorio imperial. Las inscripciones dejadas por el emperador después de sus viajes por las provincias muestran su participación en los grandes sacrificios a los dioses locales, como en Feng donde se realizaron ofrendas rituales a los pies de una montaña sagrada para que posteriormente se enterrara un mensaje para los dioses que habitaban encima de ella. Qin Shi Huang mantuvo muchos lugares de culto y estelas erigidas en las montañas sagradas, continuando la tradición impuesta por el legendario rey Mu de Zhou. Su voluntad era legitimarse por medio de las tradiciones antiguas ya arraigadas, incluso si esto conllevaba en la puesta marcha de nuevos cultos y rituales. En su capital, Qin Shi Huang realizó varios sacrificios, que a su vez reflejan sus ambiciones centralistas y universalistas; el ritual más grande, se celebraba cada tres años durante una noche temprana, estaba destinado a una deidad cuyo nombre es desconocido.

## Etimología del nombre China
El nombre «Qin» (pronunciado como «Chin») se cree que es el antepasado etimológico del nombre asiático moderno del país, China. La palabra probablemente se abrió camino en las lenguas indo-arias por primera vez como 'Cina' o 'Sina' y luego en el griego y latín como «Sinaí» o «Thinai». Entonces fue transcrito en inglés y francés como «China» y «Chine». Esta etimología es refutada por algunos estudiosos, quienes sugieren que 'Sina' en sánscrito evolucionó mucho antes del establecimiento de la dinastía Qin. Jin (pronunciado como «Zhin»), un estado controlado por la dinastía Zhou en el siglo VII a. C., es otro posible origen

## Soberanos de la dinastía Qin

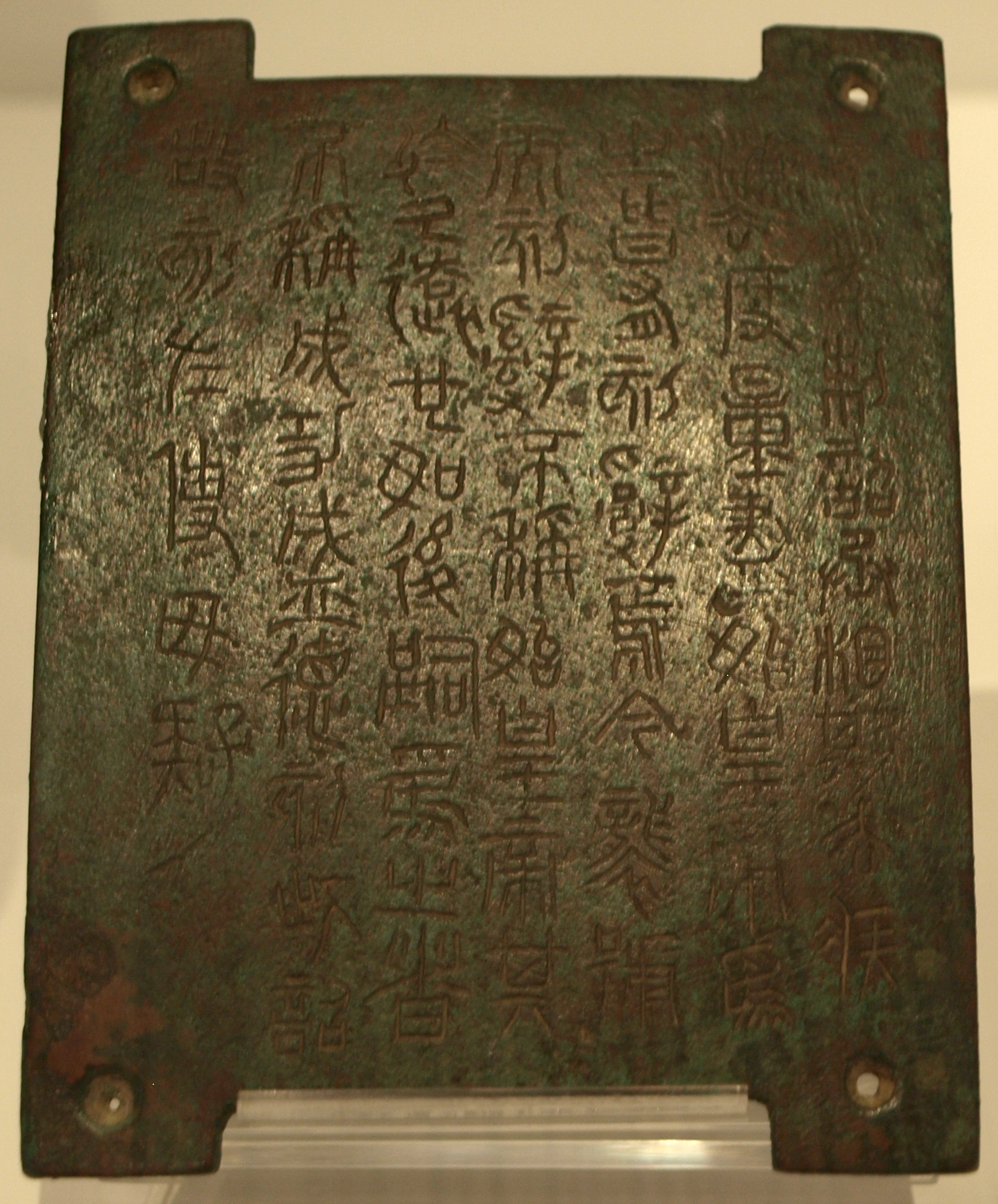
Un edicto en bronce del reinado del segundo emperador Qin

Qin Shi Huang fue el primer soberano chino en proclamarse «Emperador», después de unificar a China en 221 a. C. Ese año es generalmente tomado por historiadores occidentales para ser el comienzo de la «dinastía de Qin» que duró solo quince años, hasta el 206 a. C. cuando fue destruida por guerras civiles.
| Nombre póstumo | Nombre póstumo | Nombre personal | Nombre personal | Inicio               | Fin de reinado                  |
| -------------- | -------------- | --------------- | --------------- | -------------------- | ------------------------------- |
| Shi Huangdi    | 始皇帝         | Ying Zheng      | 嬴政            | 221 a. C.            | 10 de septiembre 210 a. C.      |
| Er Shi Huangdi | 二世皇帝       | Ying Huhai      | 嬴胡亥          | Septiembre 210 a. C. | Octubre 207 a. C.               |
| Ninguno        | Ninguno        | Ying Ziying     | 嬴子嬰          | Octubre 207 a. C.    | Noviembre / diciembre 207 a. C. |